# Air Zonk
Air Zonk, también conocido como PC Denjin Punkic Cyborg!/PC Denjin／Completion○／Clear× (PC電人／補完○／クリア× PC denjin/ hokan ￮/ kuria ×?), es un videojuego de matamarcianos publicado por Hudson Soft para PC Engine en 1992 en formato HuCard. Mientras que la serie Bonk se ambienta en la prehistoria, Air Zonk se ambienta en un futuro ficticio, o más bien, en la era de los superhéroes. Su secuela, Super Air Zonk: Rockabilly-Paradise, se lanzó al año siguiente, pero en Super CD-ROM² o en Turbo-Duo.